# Valiant (2005)
Valiant is een Britse-Amerikaanse computeranimatiefilm uit 2005, uitgebracht door Walt Disney Pictures. De film draait om een groep postduiven tijdens de Tweede Wereldoorlog.
De film werd geproduceerd door John H. Williams, met Vanguard Animation en Odyssey Entertainment als co-producers. Het verhaal van de film is gebaseerd op een verhaal van Jordan Katz, George Webster, en George Melrod dat geïnspireerd is op echte situaties waarin duiven werden ingezet tijdens de oorlog.

## Verhaal
De film begint boven Het Kanaal, waar drie RHPS-duiven zich een weg banen door een zware storm. Ze worden aangevallen door valken en overleven het incident niet. Wanneer commandant Gutsy van de RHPS hoort van het incident, besluit hij dat er snel nieuwe duiven nodig zijn.
Het verhaal verplaatst zich naar een rivier, waar een groep duiven een video bekijken waarin de RHPS aankondigt op zoek te zijn naar nieuwe rekruten. Valiant, een kleine, jonge duif, ziet hier wel wat in. Zijn vriend Felix vertelt hem dat hij ooit bij de Gull-divisie heeft gezeten, en wat er voor nodig is om lid te kunnen worden. Valiant begeeft zich vervolgens naar een luchtshow van de RHPS, waar hij hoort dat de inschrijvingen plaatsvinden in Londen.
Met moeite kan Valiant zijn moeder overtuigen om zich aan te laten melden voor de RHPS. In Londen ontmoet hij Bugsy, die zich ook gaat aanmelden voor de RHPS. Bij het RHPS-kamp ontmoeten ze nog drie duiven, 2 broers Toughwood en Tailfeather en Lofty. Allemaal ondergaan ze een zware training onder leiding van sergeant Montague. Uiteindelijk worden ze bij een groep ingedeeld genaamd de F Squad.
Bij de F Squad wordt Valiant verliefd op Victoria. Hij kan echter niet bij haar blijven daar hij uitgezonden wordt naar Frankrijk om een bericht op te halen. In Frankrijk wordt Valiant bijgestaan door twee Franse muizen, Charles de Girl en Rollo, die hem helpen om het gebied van de Duitsers binnen te dringen. Daar wordt Valiant geconfronteerd met Von Talon, een nazi-valk, maar slaagt erin hem te verslaan. Daarmee redt hij ook Bugsy en Mercury, die waren gevangen.
Het bericht dat Valiant moest ophalen en uiteindelijk ook terugbrengt naar Engeland, blijkt de opdracht te zijn tot het uitvoeren van de landing in Normandië.

## Rolverdeling
- Ewan McGregor - Valiant
- Ricky Gervais - Bugsy
- Pip Torrens - Lofty Thaddeus Worthington
- Dan Roberts - Tailfeather
- Brian Lonsdale - Toughwood
- John Cleese - Mercury
- Olivia Williams - Victoria
- John Hurt - Felix
- Annette Badland - Elsa
- Jim Broadbent - Sergeant
- Hugh Laurie - Wing Commander Gutsy
- Tim Curry - General Von Talon
- Rik Mayall - Cufflingk
- Michael Schlingmann - Underlingk
- Sharon Horgan - Charles De Girl
- Buckley Collum - Rollo
- Sean Samuels - Jacques

## Achtergrond
De film was twee jaar in de maak. Er werkte een team van 200 tekenaars uit 16 verschillende landen aan.
De film werd matig tot slecht ontvangen door critici. Op Rotten Tomatoes scoort de film 32% aan goede beoordelingen. De film was wel financieel succesvol genoeg om het productiebudget terug te verdienen.
De film had lange tijd het record voor slechtste openingsweekend voor een computeranimatiefilm, tot dit werd overgenomen door 

## Prijzen en nominaties
In 2006 werd Valiant genomineerd voor een Young Artist Award in de categorie Beste familiefilm – animatie.